# رانيا شعلان
رانيا شعلان (1970- 2023)، مغنية مصرية، بدأت مشوارها الفني في نهاية التسعينيات الميلادية، ومن أشهر أعمالها "خيال المآتة" و"بحلم"، تخرجت رانيا من كلية الفنون الجميلة من جامعة حلوان عام 1997، وأطلت على الجمهور المصري بالعزف على القيتار، وكانت بداياتها المشاركة مع الموسيقار المصري فتحي سلامة.

## وفاتها
توفيت رانيا شعلان في 22 من يناير 2023، بعد صراع مع مرض سرطان العظام.